# Фреамунде (футбольный клуб)
«Фреамунде» (порт. Sport Clube Freamunde) — португальский футбольный клуб базирующийся в Фреамунде, округ Порту. Был основан 19 марта 1933 года. Домашние матчи проводит на стадионе «СК Фреамунде», вмещающем 5 000 зрителей.

## История
«Фримунде» никогда не участвовал в чемпионате Португалии по футболу. В настоящее время клуб играет в Сегунда лига.